# Нанев, Александр
Александр Нанев (болг. Александър Нанев; 9 ноября 1958, Варна, Болгария) — болгарский борец вольного стиля, призёр чемпионатов мира, победитель и призёр чемпионатов Европы, участник Олимпийских игр.

## Биография
Александр Нанев начал заниматься борьбой в 1972 году в возрасте 14 лет. После первоначального успеха на юниорском уровне и прохождение службы в армии Болгарии он стал членом ЦСКА Софии, где занимался у тренера Янчо Патрикова. Будучи юниором, он уже входил в элиту европейских борцов вольного стиля и в 1976 гожу занял третье место в полусреднем весе на юношеском чемпионате Европы в Познани.
Александр Нанев также плавно перешёл с юниорского уровня на взрослый, поскольку в возрасте 19 лет он завоевал серебряную медаль на чемпионате мира 1977 года в Лозанне. Он обыграл по очкам Стэнли Дзидзича из США и проиграл по очкам Мансуру Барзегару из Ирана , который, в свою очередь, уступил Дзеджичу. По итоговому счету у Дзидзич было лучшее соотношение очков среди этих трёх борцов, и он опередил Нанева и Барзегара.
В 1978 году Александр Нанев занял 4-е место на чемпионате мира в Мехико, проиграв Пётру Марта из СССР и Лерою Кемпу из США. Затем он снова выиграл медаль на чемпионате Европы 1979 года в Бухаресте, где стал бронзовым призёром. На этом чемпионате он также победил лучшего немецкого борца Мартина Кноспа.
В 1980 году он занял лишь 5-е место на чемпионате Европы в Прьевидзе и не был Болгарской федерацией борьбы выбранным для участия на Олимпийских играх в Москве. Вместо него на игры был отправлен Валентин Райчев и стал Олимпийским чемпионом в полусреднем весе. Александр Нанев участвовал на чемпионатах мира в 1982 и 1983 годах и на чемпионате Европы 1983 года в полусреднем весе, но не смог стать на них стать призёром.
С 1985 года боролся в более тяжёлой весовой категории, в средней, в которой он вновь стал добиваться успехов. Сначала он стал вторым на чемпионате мира после Марка Шульца из США в Будапеште в 1985 году., затем выиграл чемпионат Европы в Пирее в 1986 году и снова стал вторым на чемпионате мира 1986 года в Будапеште. В 1987 году он снова стал чемпионом Европы в Тампере и снова занял второе место. Александр Нанев завершил карьеру, заняв третье место на чемпионате Европы 1988 года в Манчестере. Он участвовал на Олимпийских играх 1988 года в Сеуле, где занял 21-е место.
После завершения активной борцовской карьеры Александр Нанев перешёл на тренерскую работу.